# Strabane
Strabane (irl. an Srath Bán) – miasto w Wielkiej Brytanii (Irlandia Północna; w Hrabstwie Tyrone). Według danych ze spisu ludności w 2011 roku liczyło 13 172 mieszkańców – 6280 mężczyzn i 6892 kobiety.
W 1985 urodził się tu Ryan Dolan.